# Stacy Haiduk
Stacy Lynne Haiduk (* 24. April 1968 in Grand Rapids, Michigan) ist eine US-amerikanische Schauspielerin, die vor allem durch zahlreiche Rollen in Fernsehserien bekannt wurde.

## Leben
Stacy Haiduk wuchs in ihrer Geburtsstadt auf und strebte während ihrer Kindheit und Jugend eine Karriere als Tänzerin an. Mit 14 Jahren tourte sie für ein Jahr mit einer auf Musicals und Vaudeville ausgerichteten Tanzkompanie durch die USA. Nach ihrer Rückkehr und dem Abschluss der High School zog sie nach New York City, studierte beim damals noch in New York ansässigen Joffrey Ballet und nahm Schauspielunterricht am Warren Robertson Studio. Während ihrer Ausbildung jobbte sie in Bars und Restaurants, trat in Werbespots auf und tanzte für Musikvideos, unter anderem von Laura Branigan und Herb Alpert.
Stacy Haiduks Filmdebüt war 1987 eine kleine Rolle in dem deutsch-amerikanischen Film Magic Sticks von Peter Keglevic. Von 1988 bis 1992 wurde sie bekannt durch ihre Darstellung von Superboys Freundin Lana Lang in der Fernsehserie Superboy. 1990 war sie in der Low-Budget-Produktion Luther the Geek zu sehen. 1993 gehörte sie zu den Führungsoffizieren an Bord des futuristischen U-Bootes in Steven Spielbergs Serie seaQuest DSV, verließ die Serie jedoch nach der ersten Staffel. 1994 spielte sie an der Seite von Robert Urich die weibliche Hauptrolle in der Danielle-Steel-Verfilmung Vertrauter Fremder. Zwei Jahre später war sie eine der Hauptfiguren in der Serie Embraced – Clan der Vampire. Seither hatte Stacy Haiduk zahlreiche Auftritte in Fernsehserien und gelegentlich in Independentfilmen. Zuletzt spielte sie wiederkehrende Rollen als FBI-Agentin in der Serie Heroes (2006), in der seit 1970 laufenden Seifenoper All My Children (2007) sowie in der vierten Staffel der Serie Prison Break (2008). Seit März 2009 ist sie in der Serie Schatten der Leidenschaft zu sehen.
Stacy Haiduk ist mit ihrem Kollegen Bradford Tatum verheiratet, die beiden haben eine gemeinsame Tochter.

## Filmografie (Auswahl)
- 1987: Magic Sticks
- 1988–1992: Superboy (Fernsehserie, 100 Folgen)
- 1990: Luther the Geek
- 1990: Final Exterminator
- 1991: Parker Lewis – Der Coole von der Schule (Parker Lewis Can’t Lose, Fernsehserie, Folge 2x06)
- 1993–1994: seaQuest DSV (Fernsehserie, 23 Folgen)
- 1994: Danielle Steel – Vertrauter Fremder (A Perfect Stranger, Fernsehfilm)
- 1994: Ein Mountie in Chicago (Due South, Fernsehserie, Folgen 1x07–1x08)
- 1996: Embraced – Clan der Vampire (Kindred: The Embraced, Fernsehserie, 8 Folgen)
- 1996: 2025 – Gejagt durch die Zeit (Yesterday’s Target, Fernsehfilm)
- 1997: Melrose Place (Fernsehserie, 6 Folgen)
- 1997: City of Love
- 1998: Nash Bridges (Fernsehserie, Folge 3x20)
- 1998–1999: Brimstone (Fernsehserie, 3 Folgen)
- 1998: Profiler (Fernsehserie, Folge 3x03)
- 1999: Charmed – Zauberhafte Hexen (Charmed, Fernsehserie, Folge 1x11)
- 1999: Desert Thunder
- 1999: Der Sentinel – Im Auge des Jägers (The Sentinel, Fernsehserie, Folge 4x04)
- 2000: Akte X – Die unheimlichen Fälle des FBI (The X-Files, Fernsehserie, Folge 7x17)
- 2001: Emergency Room – Die Notaufnahme (ER, Fernsehserie, Folge 7x15)
- 2001: Gabriela
- 2003: CSI: Miami (Fernsehserie, Folge 1x24)
- 2004: Navy CIS (NCIS, Fernsehserie, Folge 1x12)
- 2006: Salt: A Fatal Attraction
- 2006: Crossing Jordan – Pathologin mit Profil (Crossing Jordan, Fernsehserie, Folge 5x11)
- 2006–2007: Heroes (Fernsehserie, 4 Folgen)
- 2006: Cold Case – Kein Opfer ist je vergessen (Cold Case, Fernsehserie, Folge 3x22)
- 2006: CSI: NY (Fernsehserie, Folge 3x10)
- 2007: The Mannsfield 12
- 2007–2008: All My Children (Fernsehserie, 57 Folgen)
- 2008: Prison Break (Fernsehserie, 9 Folgen)
- 2008: Life (Fernsehserie, Folge 2x02)
- 2009–2015: Schatten der Leidenschaft (The Young and the Restless, Fernsehserie)
- 2009: Burn Notice (Fernsehserie, Folge 2x10)
- 2009: Within
- 2010, seit 2018: Zeit der Sehnsucht (Days of Our Lives, Soap)
- 2010: Victim
- 2011: CSI: Den Tätern auf der Spur (CSI: Crime Scene Investigation, Fernsehserie, Folge 12x03)
- 2011: Southland (Fernsehserie, Folgen 3x01–3x02)
- 2011: The Mentalist (Fernsehserie, Folge 4x10)
- 2012: Hawaii Five-0 (Fernsehserie, Folge 2x20)
- 2012: Longmire (Fernsehserie, Folge 1x07)
- 2013–2014: True Blood (Fernsehserie, 4 Folgen)
- 2013–2014: Twisted (Fernsehserie, 4 Folgen)
- 2014: Chosen (Webserie, 5 Folgen)
- 2018: Sharp Objects (Fernsehserie, Folge 1x02)
- 2018: A Father's Nightmare (Fernsehfilm)
- 2019: Home Is Where the Killer Is
- 2024: The Replacement Daughter (Fernsehfilm)